# Wu Chongkui
Wu Chongkui (chiń. 吴崇魁; ur. 29 marca 1989) – chiński wioślarz, reprezentant Chińskiej Republiki Ludowej w wioślarskiej czwórce bez sternika wagi lekkiej podczas Letnich Igrzysk Olimpijskich w Pekinie.

## Osiągnięcia
- Mistrzostwa Świata – Eton 2006 – czwórka bez sternika wagi lekkiej – 1. miejsce[1].
- Mistrzostwa Świata – Monachium 2007 – czwórka bez sternika wagi lekkiej – 5. miejsce[1].
- Igrzyska Olimpijskie – Pekin 2008 – czwórka bez sternika wagi lekkiej – 8. miejsce[1].